# Myoictis wallacii
El dasiuro de Wallace (Myoictis wallacii) es una especie de marsupial dasiuromorfo de la familia Dasyuridae endémica de Nueva Guinea.

## Distribución
Sureste de Nueva Guinea e islas Aru en Indonesia. Entre los 30 y 900 metros sobre el nivel del mar.

## Características
Pesa 206-245 g y mide 19-22 cm de longitud más 2 cm de cola. La principal diferencia  con sus congéneres es la capa que cubre la cola, consistente en largos y tupidos pelos de color rojizo. Las hembras tienen 6 pezones.